# Macerio flavus
Macerio flavus är en spindelart som först beskrevs av Hercule Nicolet 1849.  Macerio flavus ingår i släktet Macerio och familjen sporrspindlar. Inga underarter finns listade i Catalogue of Life.